# Sergentomyia sattii
Sergentomyia sattii är en tvåvingeart som först beskrevs av Qutubuddin 1962.  Sergentomyia sattii ingår i släktet Sergentomyia och familjen fjärilsmyggor.
Artens utbredningsområde är Sudan. Inga underarter finns listade i Catalogue of Life.